# Adasaurus mongoliensis
Адазавр (Adasaurus — «злий ящер») — рід тероподових динозаврів з родини дромеозавридів, які жили у верхньому крейдовому періоді, близько 70 млн років тому, на території сучасної Центральної Азії. Рід відомий за двома частковими зразками, знайденими в формації Немегт в Монголії, які були частково описані в 1983 році монгольським палеонтологом Рінченгіном Барсболдом.
Адазавр був великим дромеозавром довжиною близько 2,39—3,5 м і вагою 36,4—87 кг. На відміну від інших дромеозаврів, в адазавра розвинувся досить маленький і тупий серпастий кіготь на дистальній фаланзі ноги, який, ймовірно, використовувався рідше, а також вигнута назад слізна кістка. Останню рису він поділяє з австрораптором. Серповидний кіготь хоч і зменшився, але зберіг характерне округле зчленування, притаманне більшості дромеозаврів.
Адазавр спочатку розглядався Барсболдом як член Dromaeosaurinae, групи, що включає дебелих дромеозаврів з глибокими щелепами. Ревізія зразків показала, що цей дромеозавр належить до групи Velociraptorinae, яка складається з тварин з легшою будовою, таких як велоцираптори.

## Історія відкриття

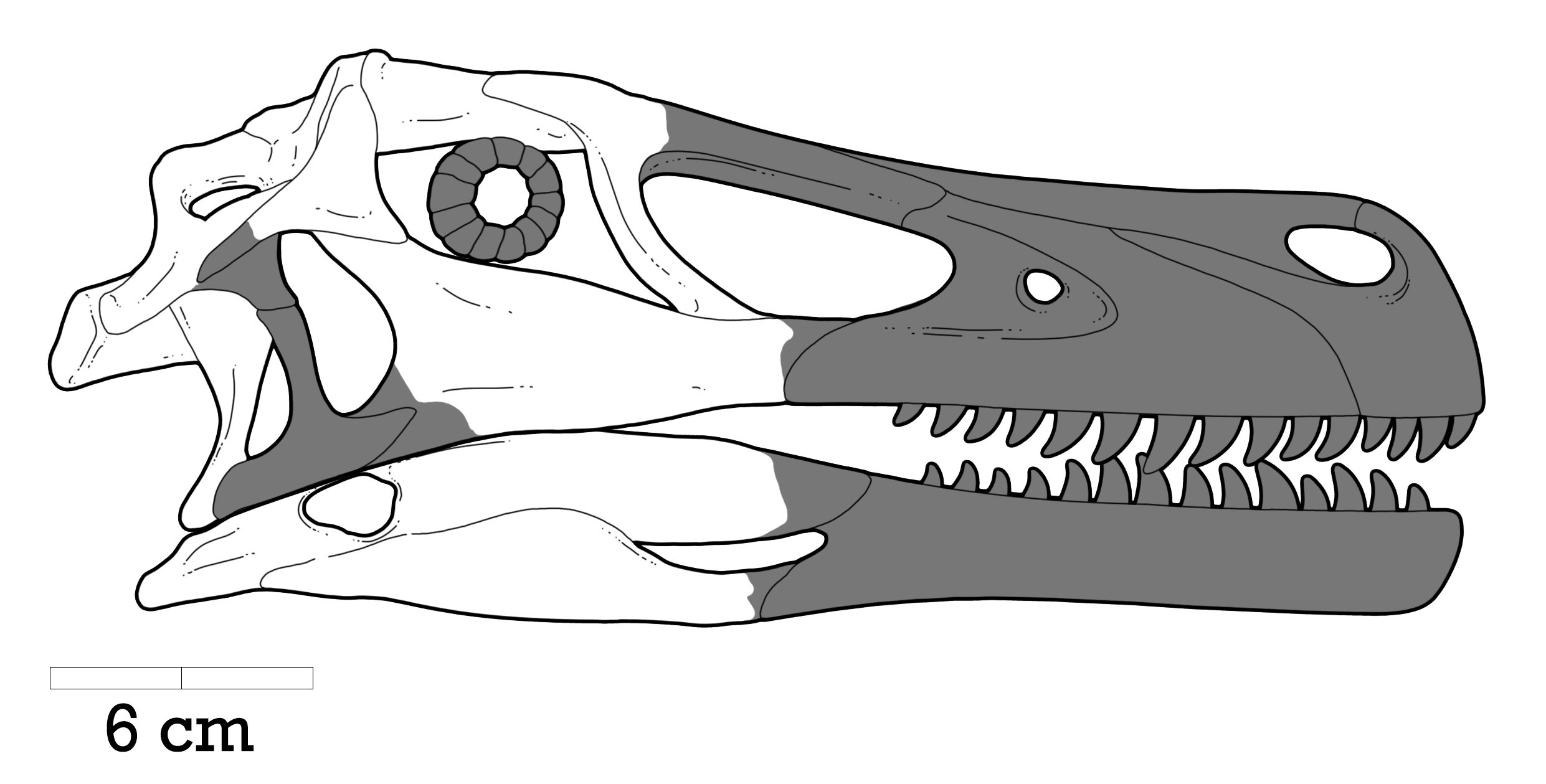
Реконструйований череп голотипа

Вперше адазавр був описаний у 1977 році монгольським палеонтологом Рінченгіном Барсболдом на основі порівняння винайденого таза з іншими тероподами, але він залишався неформально названим таксоном до того, поки не був належним чином описаний. У 1983 році Барсболд опублікував велику порівняльну ревізію відомих на той час таксонів монгольських тероподів, де він офіційно назвав Adasaurus і типовий вид Adasaurus mongoliensis, який був оснований на двох часткових зразках. Родова назва, Adasaurus, походить від монг. ад, що означає «злий дух» і грец. σαῦρος, що означає «ящір». Видова назва, mongoliensis, походить від країни відкриття — Монголії.
Адазавр відомий за голотипом MPC-D 100/20, який представляє дорослу особину, що складається з часткового черепа без передньої частини, правої лопаткової кістки та грудної пластини, 8 шийних хребців, 11 часткових спинних хребців, крижу, 7 хвостових хребців, часткових задніх кінцівок з правою стопою та майже повну праву сторону тазового поясу, що включає клубову кістку, сідничну кістку та лобок. Другий зразок представлений менш повним паратипом MPC-D 100/21, який включає два хвостові хребці та майже повну праву стопу. Обидва зразки були знайдені у формації Немегт в місцевості Бугійн Цав, що в пустелі Гобі в Монголії.

## Палеобіологія
У 1997 році Норелл і Маковіцкі заявили, що голотипний зразок адазавра представляє значною мірою хвору (через травму або хворобу) особину. У 2004 році вони підтвердили це спостереження, визнавши таз голотипа патологічним. Однак, під час великої ревізії дромеозаврид, проведеної Тернером та його колегами у 2012 році, голотип був повторно досліджений і визнаний непатологічним. Замість травмованості, деякі поверхні можуть свідчити про похилий вік особини, наприклад, зрощені верхні кінці плеснової кістки.
Кубота і Барсболд у 2006 році відзначили, що сильно редукований серповидний кіготь адазавра, можливо, використовувався рідше, ніж в інших дейноніхозаврів, оскільки донна поверхня нижньої п'ятки на передостанній фаланзі не має явних асиметричних борозенок, як в інших дромеозаврів і троодонтідів.